# Пережины
Пережины (прожин) — согласно поверьям, способ магического отбирания урожая с чужого поля, известный у русских, реже у белорусских крестьян. Согласно поверью, обряд состригания колосьев с чужого поля способствует перенятию спора (плодородия), т.е., в конечном счёте, урожая, в свою пользу.

## Описание
Известны поверья и рассказы о том, что в ночь на Ивана Купалу ведьмы и колдуны «портят» урожай, устраивая так называемые заломы и пережины.
Пережин представляет собой некую разновидность «кругов на полях»: выжатую во ржи узкую полоску («незаметную тропинку»), которая тянется по диагонали с одного края поля на другой; или дорожки шириной в палец, которые пересекают поле крест-накрест; иногда это срезанные колосья вокруг поля; нечётное число сжатых кругов («величиной с блюдце» узкая тропочка, по которой через каждые два шага срезана горсть колосьев на поларшина от земли («и солома будто припалена»).
Пережины делались на ржаном поле во время цветения. Считалось, что колдунья садится на кочергу, надевает белую рубаху с красными рукавами и распускает волосы. Она летит над полем на кочерге, сжиная дорожку ровно в три колоса и не роняя ни единого колоска. Пережины делаются для того, чтобы хлеб сам ссыпался в колдовские амбары при помощи бесов. Однако если колдунья уронит колосок, тогда есть возможность уничтожить ведьму. Для этого нужно отыскать потерянный колосок и заткнуть его за матицу. От этого ведьма иссохнет.
По народным поверьям, с помощью залома и пережина можно отобрать у хлеба спор, то есть качество урожая (если хлеб «споркий», «съешь кусочек — ты и сытый»), отнять урожай; навлечь болезнь или даже смерть. Вредоносный эффект залома наступает при условии непосредственного контакта с ним, поэтому осенью во время жатвы залом старались обойти и затем обезвредить.